# BMW серија 3 (E46)
BMW Е46 је четврта генерација серије 3, немачког произвођача аутомобила BMW који се производио од 1998. до 2006. године.

## Историјат
Године 1993, започео је развојни програм за Е46 под главним инжењером Волфгангом Цибартом и шефом истраживања и развоја Волфгангом Рајцлеом. Крајем 1993. године дизајнерски радови започели су под главним дизајнером Крисом Бенглом и наставили су се 1995. године. У мају 1995. године, одобрен је генерални дизајн екстеријера Е46 од Ерика Гоплена из DesignworksUSA. Као резултат тога фебруара 1996. године, BMW је уговорио сарадњу са DesignworksUSA, како би заједно са дизајнерским тимом BMW групе креирао спољашњи изглед за модел Е46. Дизајнерски тим ставио је нагласак на побољшање аеродинамике и повећавање агресивног става аутомобила. Патенти за дизајн поднесени су у Немачкој јула 1997. године, а у САД јануара 1998. године.
Крис Бенгл и Волфганг Рајцле су били одговорни до 1995. године за производњу екстеријера лимузине, што је видљиво у патенту за дизајн из 1997. године. Ерик Гоплен је дизајнирао купе, кабриолет и караван током 1996. и 1997. године. Лимузина Е46 представљена је јавност 11. новембра 1997. године, а на тржиште је пуштена крајем априла 1998. године.
Е46 се продавао у следећим верзијама каросерије: лимузина, купе, кабриолет, караван (који се продавао као "Touring") и хечбек (који се продавао као "3 Series Compact").
Генерација Е46 је у серију 3 увела различите електронске карактеристике, укључујући сателитску навигацију, електронску расподелу силе кочења, сензоре за брисаче који осете кишу и лед задња светла. Погон на све точкове, задњи пут доступан у серији Е30, поново је представљен за Е46. Доступан је за моделе лимузина и караван 325xi, 330xi и 330xd. Е46 је прва серија 3 која је била доступна са мотором који користи подесиво подизање вентила („valvetronic”).
E46 М3 је представљен крајем 2000. године и произведен је само у купе и кабриолет верзији. Покретао га је бензински шестоцилиндрични редни мотор S54 са шестостепеним мануелним или шестостепеним SMG-II аутоматизованим мануелним мењачима.
Након увођења лимузине серије Е90 крајем 2004. године, Е46 је почео постепено да се укида и тако је седан угашен 2005. године. Међутим, модел Е46 купе и кабриолет верзије остали су у производњи до 2006. године.

## Измене
Године 2000, уведена је електронска контрола стабилности, која замењује претходни ASC+T систем за контролу стабилности. Септембра 2001. године урађен је рестајлинг за седан и караван верзије. Мотор 325i (М54) замењује 323i (М52ТU) мотор, а 330i (M54) мотор мења 328i (M52TU) мотор. 318d, 320d мотор је надограђен са M47 на M47TU. Екран за навигациони систем надограђен је широким екраном. Седан и караван добијају ревидирана светла, задња светла, решетку, хаубу, предњи блатобран и предњи браник. Ксенонски фарови по редизајну постају би-ксенон фарови. Марта 2003. године, рестајлинг је урађен за верзије купе и кабриолет.

## Производња и продаја
Поред Немачке и Јужноафричке Републике, E46 се производио и у Кини, Египту, Индонезији, Малезији, Мексику и Русији.
- Седан се производио од децембра 1997. до маја 2005. године
- Купе се производио од јуна 1999. до 2006. године
- Кабриолет се производио од децембра 1999. до 2006. године
- Караван се производио од октобра 1999. до 2005. године
- Хечбек се производио од јуна 2001. до 2004. године

Највећу продају Е46 је остварио 2002. године, када је широм света продато 561.249 возила.

## Мотори

### Бензински
| Модел                      | Модел           | 316i                     | 318i/Ci                  | 316i/Ci/ti               | 316i/Ci/ti               | 316i/ti                  | 318i/Ci/ti               | 318Ci                    |
| -------------------------- | --------------- | ------------------------ | ------------------------ | ------------------------ | ------------------------ | ------------------------ | ------------------------ | ------------------------ |
| Мотор                      | Мотор           | четвороцилиндрични-редни | четвороцилиндрични-редни | четвороцилиндрични-редни | четвороцилиндрични-редни | четвороцилиндрични-редни | четвороцилиндрични-редни | четвороцилиндрични-редни |
| Тип мотора                 | Тип мотора      | M43TÜ B19 UL             | M43TÜ B19 OL             | N40 B16                  | N45 B16O1                | N42/N46 B18              | N42/N46 B20              | N46 B20                  |
| Запремина                  | Запремина       | 1895 cm³                 | 1895 cm³                 | 1596 cm³                 | 1596 cm³                 | 1796 cm³                 | 1995 cm³                 | 1995 cm³                 |
| Вентили                    | Вентили         | –                        | –                        | –                        | –                        | Valvetronic              | Valvetronic              | Valvetronic              |
| Снага                      | Снага           | 77 kW (103 КС)/ 5300     | 87 kW (117 КС)/ 5500     | 85 kW (114 КС)/ 6100     | 85 kW (116 КС)/ 6000     | 85 kW (114 КС)/ 5500     | 105 kW (141 КС)/ 6000    | 110 kW (150 КС)/ 6200    |
| Обртни момент              | Обртни момент   | 165 Nm/ 2500             | 180 Nm/ 3900             | 150 Nm/ 4300             | 150 Nm/ 4300             | 175 Nm/ 3750             | 200 Nm/ 3750             | 200 Nm/ 3600             |
| Мењач                      | Мењач           | 5° мануелни              | 5° мануелни              | 5° мануелни              | 5° мануелни              | 5° мануелни              | 5° мануелни              | 5° мануелни              |
| Мењач (опционо)            | Мењач (опционо) | 4° аутоматик             | 4° аутоматик             | 5° аутоматик             | 5° аутоматик             | 5° аутоматик             | 5° аутоматик             | 5° аутоматик             |
| Погон                      | Погон           | задњи                    | задњи                    | задњи                    | задњи                    | задњи                    | задњи                    | задњи                    |
| Убрзање 0–100 km/h у сек.  | седан           | 12,4 [13,6]              | 10,4                     | —                        | —                        | 10,9 [11,9]              | 9,3 [10,2]               | —                        |
| Убрзање 0–100 km/h у сек.  | караван         | —                        | 10,9 [12,6]              | —                        | —                        | 11,2 [12,2]              | 9,6 [10,5]               | —                        |
| Убрзање 0–100 km/h у сек.  | хечбек          | —                        | —                        | —                        | —                        | 10,9 [11,9]              | 9,3 [10,2]               | —                        |
| Убрзање 0–100 km/h у сек.  | купе            | —                        | 10,4 [12,2]              | —                        | —                        | —                        | 9,3 [10,2]               | 9,2 [10,1]               |
| Убрзање 0–100 km/h у сек.  | кабриолет       | —                        | —                        | —                        | —                        | —                        | 10,4 [11,2]              | 10,3 [11,2]              |
| Брзина у km/h              | седан           | 200 [194]                | 206                      | —                        | —                        | 206 [200]                | 218 [214]                | —                        |
| Брзина у km/h              | караван         | —                        | 202 [196]                | —                        | —                        | 200 [194]                | 213 [209]                | —                        |
| Брзина у km/h              | хечбек          | —                        | —                        | —                        | —                        | 201 [196]                | 214 [211]                | —                        |
| Брзина у km/h              | купе            | —                        | 206 [202]                | —                        | —                        | —                        | 218 [214]                | 219 [215]                |
| Брзина у km/h              | кабриолет       | —                        | —                        | —                        | —                        | —                        | 206 [206]                | 207 [207]                |
| Потрошња горива у l/100 km | седан           | 7,8 [8,9]                | 7,9                      | —                        | —                        | 7,1 [8,0]                | 7,2 [8,1]                | —                        |
| Потрошња горива у l/100 km | караван         | —                        | 8,1 [9,3]                | —                        | —                        | 7,3 [8,1]                | 7,4 [8,2]                | —                        |
| Потрошња горива у l/100 km | хечбек          | —                        | —                        | —                        | —                        | 7,0 [7,8]                | 7,4 [8,0]                | —                        |
| Потрошња горива у l/100 km | купе            | —                        | 7,9 [9,1]                | —                        | —                        | —                        | 7,2 [8,1]                | 7,4 [8,1]                |
| Потрошња горива у l/100 km | кабриолет       | —                        | —                        | —                        | —                        | —                        | 7,7 [8,4]                | 7,8 [8,4]                |
| Резервоар                  | Резервоар       | 63 литра                 | 63 литра                 | 63 литра                 | 63 литра                 | 63 литра                 | 63 литра                 | 63 литра                 |

| Модел                      | Модел           | 320i/Ci                | 320i/Ci                | 323i/Ci                | 325i/Ci/ti/xi          | 328i/Ci                | 330i/Ci/xi             |
| -------------------------- | --------------- | ---------------------- | ---------------------- | ---------------------- | ---------------------- | ---------------------- | ---------------------- |
| Мотор                      | Мотор           | шестоцилиндрични-редни | шестоцилиндрични-редни | шестоцилиндрични-редни | шестоцилиндрични-редни | шестоцилиндрични-редни | шестоцилиндрични-редни |
| Тип мотора                 | Тип мотора      | M52TÜ B20              | M54 B22                | M52TÜ B25              | M54 B25                | M52TÜ B28              | M54 B30                |
| Запремина                  | Запремина       | 1991 cm³               | 2171 cm³               | 2494 cm³               | 2494 cm³               | 2793 cm³               | 2979 cm³               |
| Снага                      | Снага           | 110 kW (150 КС)/ 5900  | 125 kW (168 КС)/ 6100  | 125 kW (168 КС)/ 5500  | 141 kW (189 КС)/ 6000  | 142 kW (190 КС)/ 5500  | 171 kW (229 КС)/ 5900  |
| Обртни момент              | Обртни момент   | 190 Nm/ 3500           | 210 Nm/ 3500           | 245 Nm/ 3500           | 245 Nm/ 3500           | 280 Nm/ 3500           | 300 Nm/ 3500           |
| Мењач                      | Мењач           | 5° мануелни            | 5° мануелни            | 5° мануелни            | 5° мануелни            | 5° мануелни            | 5° мануелни            |
| Мењач (опционо)            | Мењач (опционо) | 5° аутоматик           | 5° аутоматик           | 5° аутоматик           | 5° аутоматик           | 5° аутоматик           | 5° аутоматик           |
| Погон                      | Погон           | задњи                  | задњи                  | задњи                  | задњи                  | задњи                  | задњи                  |
| Убрзање 0–100 km/h у сек.  | седан           | 9,9                    | 8,3 [9,3]              | 8,0 [9,0]              | 7,2 [8,3]              | 7,0 [7,5]              | 6,5 [7,0]              |
| Убрзање 0–100 km/h у сек.  | караван         | 10,2 [11,4]            | 8,5 [9,6]              | —                      | 7,5 [8,6]              | 7,3 [8,4]              | 6,7 [7,2]              |
| Убрзање 0–100 km/h у сек.  | хечбек          | —                      | —                      | —                      | 7,1 [8,3]              | —                      | —                      |
| Убрзање 0–100 km/h у сек.  | купе            | 9,9 [10,9]             | 8,2 [9,3]              | 8,0 [9,0]              | 7,2 [8,3]              | 7,0 [8,1]              | 6,5 [7,0]              |
| Убрзање 0–100 km/h у сек.  | кабриолет       | —                      | 9,1 [10,2]             | 8,6                    | 8,0 [9,1]              | —                      | 6,9 [7,5]              |
| Брзина у km/h              | седан           | 219                    | 226 [223]              | 231 [228]              | 240 [237]              | 240                    | 250 [247]              |
| Брзина у km/h              | караван         | 214 [211]              | 224 [221]              | —                      | 237 [234]              | 237 [232]              | 250 [243]              |
| Брзина у km/h              | хечбек          | —                      | —                      | —                      | 235 [232]              | —                      | —                      |
| Брзина у km/h              | купе            | 221 [218]              | 226 [223]              | 233 [230]              | 240 [237]              | 242 [237]              | 250 [247]              |
| Брзина у km/h              | кабриолет       | —                      | 222 [219]              | 225                    | 234 [230]              | —                      | 247 [240]              |
| Потрошња горива у l/100 km | седан           | 8,9                    | 8,9 [9,4]              | 9,0 [9,0–10,0]         | 9,0 [9,5]              | 9,1                    | 9,1 [9,6]              |
| Потрошња горива у l/100 km | караван         | 9,0 [10,2]             | 9,0 [9,6]              | —                      | 9,2 [9,7]              | 9,3 [10,3]             | 9,3 [9,8]              |
| Потрошња горива у l/100 km | хечбек          | —                      | —                      | —                      | 8,9 [9,5]              | —                      | —                      |
| Потрошња горива у l/100 km | купе            | 8,9 [10,0]             | 8,9 [9,4]              | 9,0 [10,0]             | 9,0 [9,5]              | 9,1 [10,1]             | 9,1 [9,6]              |
| Потрошња горива у l/100 km | кабриолет       | —                      | 9,4 [9,8]              | 9,7                    | 9,6 [9,9]              | —                      | 9,6 [10,2]             |
| Резервоар                  | Резервоар       | 63 литра               | 63 литра               | 63 литра               | 63 литра               | 63 литра               | 63 литра               |

### Дизел
| Модел                      | 318d/td                  | 318d/td                  | 320d                     | 320d/Cd/td               | 330d/xd                | 330d/Cd/xd             |
| -------------------------- | ------------------------ | ------------------------ | ------------------------ | ------------------------ | ---------------------- | ---------------------- |
| Мотор                      | четвороцилиндрични-редни | четвороцилиндрични-редни | четвороцилиндрични-редни | четвороцилиндрични-редни | шестоцилиндрични-редни | шестоцилиндрични-редни |
| Тип мотора                 | M47 D20                  | M47 D20TÜ                | M47 D20                  | M47 D20TÜ                | M57 D30                | M57 D30TÜ              |
| Запремина                  | 1951 cm³                 | 1995 cm³                 | 1951 cm³                 | 1995 cm³                 | 2926 cm³               | 2993 cm³               |
| Снага                      | 85 kW (114 КС)/ 4000     | 85 kW (114 КС)/ 4000     | 100 kW (130 КС)/ 4000    | 110 kW (150 КС)/ 4000    | 135 kW (181 КС)/ 4000  | 150 kW (200 КС)/ 4000  |
| Обртни момент              | 265 Nm/ 1750–2500        | 280 Nm/ 1750             | 280 Nm/ 1750             | 330 Nm/ 2000–2500        | 390 Nm/ 1750–3250      | 410 Nm/ 1500–3250      |
| Погон                      | задњи                    | задњи                    | задњи                    | задњи                    | задњи                  | задњи                  |
| Погон (опционо)            | –                        | –                        | –                        | –                        | 4×4                    | 4×4                    |
| Убрзање 0–100 km/h у сек.  | 10,7                     | 10,6                     | 9,9                      | 8,8                      | 7,8                    | 7,2                    |
| Брзина у km/h              | 202                      | 204                      | 207                      | 221                      | 227                    | 242                    |
| Потрошња горива у l/100 km | –                        | 5,6 (6,8)                | –                        | 5,5 (6,9)                | –                      | 6,6 (7,7)              |
| Резервоар                  | 63 литра                 | 63 литра                 | 63 литра                 | 63 литра                 | 63 литра               | 63 литра               |

### М3 и Алпина
| Модел                      | Модел           | M3                      | M3 CSL                  | M3 GTR                  | Alpina B3 3.3         | Alpina B3 3.3 Allrad  | Alpina B3 S           |
| -------------------------- | --------------- | ----------------------- | ----------------------- | ----------------------- | --------------------- | --------------------- | --------------------- |
| Мотор                      | Мотор           | R6                      | R6                      | V8                      | R6                    | R6                    | R6                    |
| Тип мотора                 | Тип мотора      | S54 B32                 | S54 B32HP               | P60 B40                 | E4/4 (E4/6)           | E4/8                  | E5/1                  |
| Запремина                  | Запремина       | 3246 cm³                | 3246 cm³                | 3997 cm³                | 3300 cm³              | 3300 cm³              | 3346 cm³              |
| Снага                      | Снага           | 252 kW (338 КС)/ 7900   | 265 kW (355 КС)/ 7900   | 257 kW (345 КС)/ 7250   | 206 kW (276 КС)/ 6200 | 206 kW (276 КС)/ 6200 | 224 kW (300 КС)/ 6300 |
| Обртни момент              | Обртни момент   | 365 Nm/4900             | 370 Nm/4900             | 365 Nm/5000             | 335 Nm/4500           | 335 Nm/4500           | 362 Nm/4800           |
| Мењач                      | Мењач           | 6° мануелни             | 6° аутоматизовани (SMG) | 6° аутоматизовани (SMG) | 6° мануелни           | 5° аутоматик          | 6° мануелни           |
| Мењач (опционо)            | Мењач (опционо) | 6° аутоматизовани (SMG) | —                       | —                       | 5° аутоматик          | —                     | 5° аутоматик          |
| Убрзање 0–100 km/h у сек.  | седан           | —                       | —                       | —                       | 5,7 [6,6]             | 6,9                   | 5,4 [6,3]             |
| Убрзање 0–100 km/h у сек.  | караван         | —                       | —                       | —                       | 6,1 [6,9]             | 7,2                   | 5,8 [6,6]             |
| Убрзање 0–100 km/h у сек.  | купе            | 5,2                     | 4,9                     | <5,0                    | 5,7 [6,6]             | —                     | 5,4 [6,3]             |
| Убрзање 0–100 km/h у сек.  | кабриолет       | 5,5                     | —                       | —                       | 6,1 [6,9]             | —                     | 5,8 [6,6]             |
| Брзина у km/h              | седан           | —                       | —                       | —                       | 266 [261]             | 256                   | 270 [265]             |
| Брзина у km/h              | караван         | —                       | —                       | —                       | 262 [257]             | 252                   | 266 [261]             |
| Брзина у km/h              | купе            | 250                     | 250                     | 250                     | 267 [262]             | —                     | 271 [266]             |
| Брзина у km/h              | кабриолет       | 250                     | —                       | —                       | 260 [255]             | —                     | 264 [259]             |
| Потрошња горива у l/100 km | седан           | —                       | —                       | —                       | 10,8 [11,7]           | 11,6                  | 10,9 [11,6]           |
| Потрошња горива у l/100 km | караван         | —                       | —                       | —                       | 11,0 [11,9]           | 11,7                  | 11,1 [11,8]           |
| Потрошња горива у l/100 km | купе            | 11,9                    | 11,9                    | —                       | 10,8 [11,7]           | —                     | 10,9 [11,6]           |
| Потрошња горива у l/100 km | кабриолет       | 12,1                    | —                       | —                       | 11,4 [11,9]           | —                     | 11,2 [11,8]           |

## Галерија
- Е46 купе
- Е46 кабриолет
- Е46 караван
- Е46 хечбек